# Cochlospermum planchonii
Cochlospermum planchonii là một loài thực vật có hoa trong họ Bixaceae. Loài này được Hook.f. ex Planch. mô tả khoa học đầu tiên năm 1847.